# Чёрный гусар (фильм)
«Чёрный гусар» (нем. Der schwarze Husar) — немецкая историческая кинокомедия 1932 года, снятая режиссёром Герхардом Лампрехтом на киностудии Universum Film AG.
Премьера фильма состоялась 12 октября 1932 года .
Фильм был снят в рамках целой серии «патриотических» фильмов, выпущенных в последние дни Веймарской республики.

## Сюжет
Действие фильма происходит в 1812 году, во времена, когда бо́льшая часть Германии была оккупирована войсками Наполеона. Добровольческие корпуса фрайкора сражаются с французской армией, в том числе и «Чёрные брауншвейгцы» под командованием «Чёрного герцога» Фридриха Вильгельма Брауншвейг-Вольфенбюттельского.
После войны пятой коалиции чёрные гусары преследуемые Наполеоном по всей стране, часто укрываются у благородных немцев. Кавалерийский ротмистр Хансгеорг фон Хохбург и его друг лейтенант Ариберт фон Бломе прячутся в гостинице с двумя молодыми женщинами. Они случайно слышат о планах французского губернатора Дармона по заданию Наполеона похитить невесту своего командира герцога Фридриха Вильгельма, принцессу Марию Баденскую, младшую сестру российской императрицы Елизаветы Алексеевны, чтобы выдать её замуж за польского князя Потовского.
Ротмистр чёрных гусаров опрокидывает планы императора: он похищает принцессу по дороге в Польшу и спасает её от нежеланного брака.

## В ролях
- Конрад Фейдт — Хансгеорг фон Хохбург, ротмистр чёрных гусаров
- Мади Кристианс — Мари Луиза
- Вольф Альбах-Ретти — Ариберт фон Бломе, лейтенант
- Урсула Граблей — Бригитта
- Отто Вальбург — губернатор Дармон
- Бернхард Гёцке — герцог Фридрих Вильгельм Брауншвейг-Вольфенбюттельский
- Гюнтер Хаданк — капитан Фачон, адъютант губернатора Дармона
- Григорий Хмара — князь Потовский
- Фриц Грайнер — капрал
- Франц Штайн — шпион
- Луис В. Арко
- Эрнст Бемер
- Рудольф Бибрах
- Герхард Дамман
- Хуберт фон Мейеринк — слуга губернатора Дармона
- Эрнст Прокль

## Съёмочная группа
- Сценаристы — Курт Г. Браун, 
Филипп Лотар Майринг
- Режиссёр-постановщик — Герхард Лампрехт
- Оператор-постановщик — Франц Планер
- Художники-постановщики — Роберт Герльт, 
Вальтер Рёриг
- Композитор — Эдуард Кюннеке
- Продюсер — Бруно Дудай